# Brokatpapier

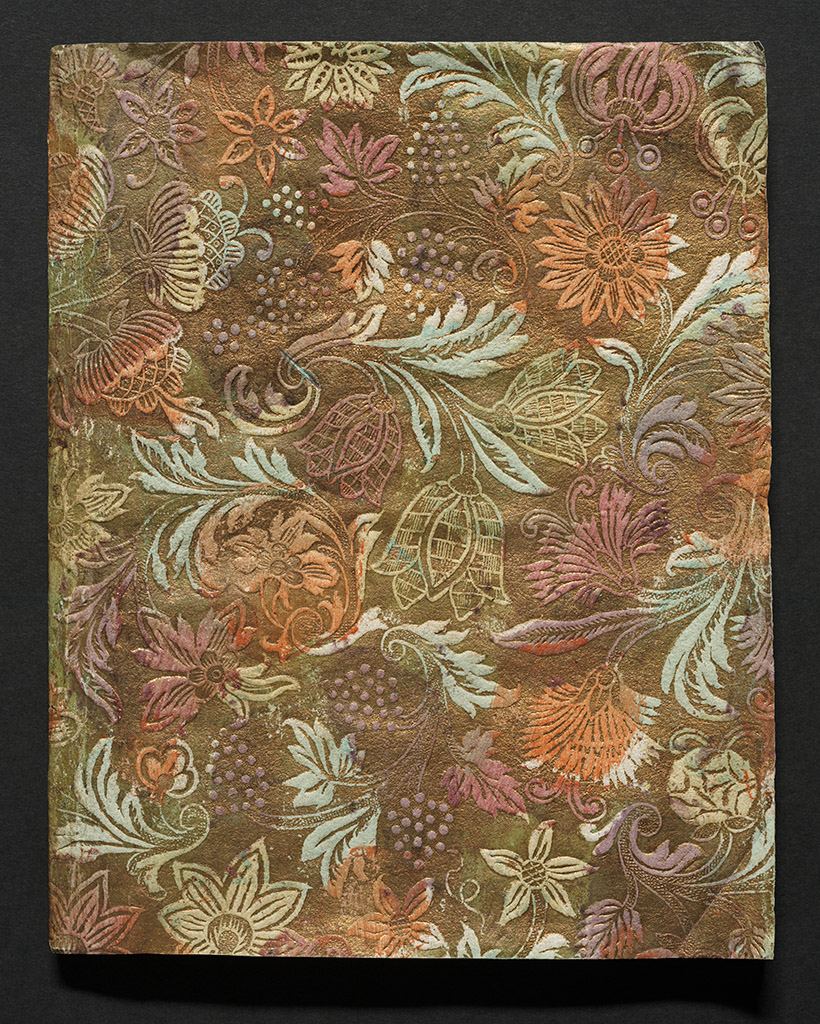
Brokatpapier als Interimseinband (18. Jahrhundert)

Brokatpapier ist die Bezeichnung für zwei unterschiedliche Buntpapiersorten, die entweder zwischen 1690 und ca. 1835 in einem speziellen Prägedruckverfahren oder seit der 2. Hälfte des 19. Jahrhunderts im mit anschließender Prägung versehenen Flachdruck produziert wurden. In der zweiten Bedeutung findet sich der Begriff fast nur noch in der Ausstattungsbeschreibung antiquarischer Buchangebote. Gemeinsam ist diesen Buntpapiersorten der durch Blattmetallfolien bzw. Bronzefarben hervorgerufene, an Brokatstoffe erinnernde Glanz.
Zedlers Grosses vollständiges Universal-Lexicon Aller Wissenschafften und Künste führte 1735 den Begriff »Gold-Papir« auf und grenzte anhand technischer Kriterien das im Modeldruckverfahren hergestellte Bronzefirnispapier und das Brokatpapier gegeneinander ab.
Johann Karl Gottlieb Jacobssons technologisches Wörterbuch führte den Begriff Brokatpapier 1781 erstmals auf und beschrieb das damit Gemeinte als „eine Art von gedrucktem Papier“, wobei das Verfahren so erläutert wurde: „Es wird gefärbtes Papier (…) mit Metallblättchen belegt, und mit warmen messingenen Formen bedruckt, wodurch sich die Figuren eindrucken. Das überflüßige Metallblatt wird weggewischt.“
Gut ein Jahrhundert später fand sich bei Paul Adam diese Beschreibung: „Brokatpapiere werden auf lithographischem Wege mit einem ein- oder mehrfarbigen Musteraufdruck und nachher mit entsprechender Linien-Pressung durch die Gouffrirmaschine versehen.“

## Brokatpapier im Manufakturzeitalter

### Technik und Erkennungsmerkmale
Das Prägedruckverfahren war um 1690 in Augsburg entstanden, ab 1700 kamen dort erste Brokatpapiere in den Handel. Ein erster technischer Hinweis findet sich 1708 bei Johann Gottfried Zeidler. In dessen Buchbinder-Philosophie Oder Einleitung in die Buchbinder Kunst werden die spezifischen Merkmale von Bronzefirnispapier und Brokatpapier mit knappen Beschreibungen charakterisiert.

„Uber dieses hat man noch das schöne Goldpapier/ und sind desselben zweyerley Arten. Die erste Art wird mit Goldfirnis auff einen gefärbten Boden vermittelst in Holtz geschnitter Formen gedruckt/ also daß erstlich das Papier gefärbet/ hernach die Oerter/ wo die bunten Blumen hinnkommen sollen/ Durch Patronen illuminirt und endlich mit Golde abgedruckt, und wenn der Firniß trocken, das Papier über und über geglåttet werde. Bey der andern Art gebrauchet man eine Meßinge Form/ worein die Blumen mit dem Grabstickel gegraben/ und das übrige hol ausgehauen/ von welcher die Figuren mit Blätleingolde auff gefärbt Papier abgedruckt werden.“

J. J. Rembold war 1736 in seiner Publikation Das Nützliche und künstliche Papier, Oder Ausführliche Beschreibung Dessen Eigenschafften, Arten, Eintheilung, Verfertigung in- und ausserhalb Europa, Gebräuchen, Werckzeugen und Materialien unter der Überschrift Das schöne Augspurgische vergüldete Papier, wie auch Silber-Papier zu machen, ein rares Kunst-Stück auf das zugrunde liegende Verfahren eingegangen:

„Es wird darzu erfordert eine dicke meßingene Platte, in der Grösse eines Bogens Papiers, so gantz  glatt und wohl poliret sey, in selbe werden geschnitten allerley Figuren nach Art der Buchbinder-Stempel, welches am besten in Augspurg oder Nürnberg geschehen kan, auch ein ieder guter Kupfferstecher verfertigen kan, hat man nun solche Platten bey der Hand, so nimmt man denn allerhand bunt Papier, überstreicht es mit wohlgeschlagenen Weissen vom Ey, und einen und einen Schwamme über und über, ein oder zwey mahl, läst es ein wenig trocken werden, beleget es über und über mit dem geschlagen Mettal, Gold oder Silber, inzwischen wird die meßingene Blatte gleich warm über und über, nicht aber heiß gemacht, und also warm auf das mit dem geschlagenen Mettall belegte Papier geleget, und in eine Buchdrucker-Presse gesetzet, und läst man es ein oder zwey mahl durch dieselbe gehen, wann das geschehen, so nehme ich den meßingenen Stock oder die Platte von dem Papier weg, so ist dieselbe sehr wohl abgedrucket, letztlich fege ich das übrige und nicht feste angedruckte Gold mit einem Hasen-Fuß wieder ab, und hebe es auf.“

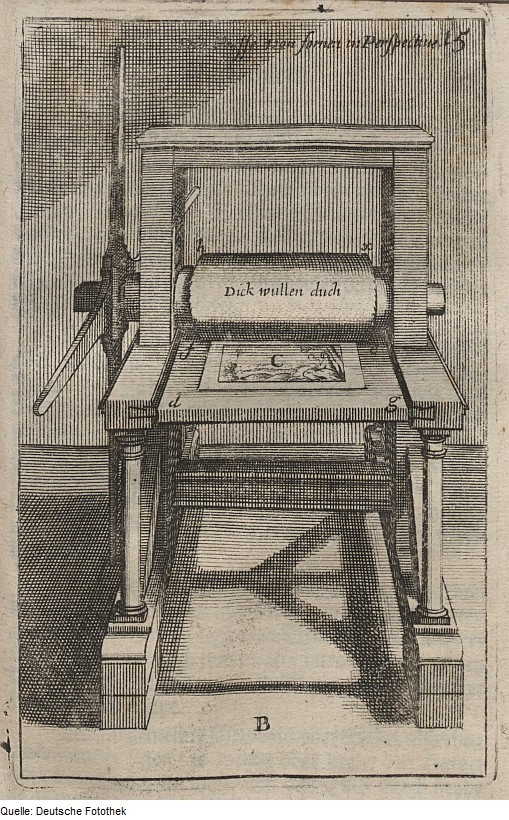
Kupferdruckpresse (1689)

Diese Beschreibung hält in wesentlichen Teilen auch heutigen Forschungsergebnissen stand, doch ist die für den Abdruck des Brokatpapiers keine Druckpresse mit Spindel zum Einsatz gekommen, wie sie im zeitgenössischen Buchdruck zum Einsatz kam, sondern eine Kupferdruckpresse, bei der ein Presstisch mittels Sternrad zwischen zwei übereinander angeordneten Walzen durchgezogen wird, wobei »nur auf der schmalen Berührungslinie der beiden Zylinder« starker Anpressdruck auf die gravierte Metallplatte, das zu bedruckende Papier und das Blattmetall erfolgte. So ließen sich bereits im 1. Viertel des 18. Jahrhunderts Abdrucke mit Plattengrößen bis zu 325 × 400 mm auf noch etwas größere Papierbogen erzielen.
Durch Techniken der Bucheinbanddekoration war das Verfahren zur Herstellung gravierter Prägeplatten bekannt. Es war aufwändig und teuer, deshalb wurden diese wertvollen Prägematrizen zum Teil weiterveräußert und anschließend mit neuer Firmierung versehen. Haemmerle schätzte die Zahl der insgesamt verwendeten Platten auf mutmaßlich 800 bis 1000 Exemplare. Bedingt durch den hohen Materialwert sind fast alle eingeschmolzen worden. Für seine Veröffentlichung stand Albert Haemmerle nur eine einzige Originalkupferplatte zur Verfügung, die sich im Stadtarchiv Bochum erhalten hatte und von ihm so beschrieben wurde: „Die Platte mißt 315/389 mm, hat eine Stärke von 6 mm und ein Gewicht von 6,72 kg.“ „Die Zwischenräume, die beim Abdruck den Papiergrund zeigen, sind etwa 2,5-3 mm tief herausgemeißelt; sie sind in der Tiefe ungeglättet; die Ränder der erhabenen Partien sind sehr schwach abgerundet, um ein Zerschneiden des eingepreßten Papiers zu vermeiden.“ Diese Platte ist danach mehrfach abgebildet worden, aber heute physisch nicht mehr nachweisbar. Die „Druckplatte aus der zweiten Hälfte des 18. Jahrhunderts gilt heute als verschollen“. Die nicht druckenden Teile sind tief ausgemeißelt, während „die gestalteten Partien nicht nur als Fläche erhaben stehengeblieben, sondern zusätzlich mit einer feinen Detailgravierung versehen sind.“
Als vor dem großen Brand der Herzogin-Anna-Amalia-Bibliothek in Weimar am 2. September 2004 der Bestand der Huldigungsschriften zur konservierenden und erschließenden Arbeit den Magazinen entnommen worden war, erwies sich dies als großer Glücksfall, denn es konnte unter den 348 Brokatpapieren aus der Zeit zwischen 1700 und 1725 durch Matthias Hageböck ein spezielles, bis dahin übersehenes Verfahren zur Rationalisierung des Prägedrucks ermittelt werden. Als in der Ausstellung Vivat! Huldigungsschriften am Weimarer Hof vom 6. Februar 2010 bis 6. März 2011 wesentliche Beispiele gezeigt wurden, fasste dieser in einem Beitrag zum Ausstellungskatalog die neuartigen Erkenntnisse in formaler und in ikonografischer Hinsicht so zusammen:

„War man bisher davon ausgegangen, dass für jedes Muster eine eigene Druckplatte hergestellt wurde, zeigt sich anhand zahlreicher Brokatpapiere im Weimarer Bestand, dass die Muster auch auf wesentlich kostengünstigere Weise variiert werden konnten. Dazu wurde eine Druckplatte mit runden, ovalen oder eckigen Aussparungen verschiedener Größe und Zahl versehen. Das Grundmuster bestand in diesen Fällen aus Akanthus- oder Arabeskenranken, in deren Aussparungen verschiedene Motive eingestreut werden konnten. Dafür lagen kleine runde, ovale oder eckige Einlegestücke als Motivserien mit Tieren, Putten, Kriegstrophäen und anderen Darstellungen bereit, wodurch sich zahlreiche Variationsmöglichkeiten ergaben.“

Hageböck bezeichnet diese Methode nunmehr als „Puzzlen“ und grenzt den Zeitraum der aktiven Nutzung dieser Puzzletechnik auf die Jahre von 1700 bis 1725 ein. Er nennt drei Buntpapierverleger aus Augsburg (Abraham Mieser, Boas Ulrich und Georg Christoph Stoy) sowie Johann Köchel in Fürth als die einzigen bisher nachgewiesenen Anwender dieser Rationalisierungsverfahrens.
Das Blattmetall wurde ähnlich wie das Blattgold der Goldschläger durch Hämmern hergestellt. Metallschläger stellten Folien aus Messing oder Zinn her. „Der Gold- und Silbereffekt wurde auf Zinnfolie (Stanniol) durch einen Lacküberzug erzeugt, der für Gold gelb gefärbt und für Silber farblos war. Blattmetall aus Messing wirkt ohnehin golden. Zur Erstellung von Brokatpapieren wurde nur in ganz seltenen Fällen echtes Blattgold verwendet.“ Während sich Schwabach im letzten Viertel des 19. Jahrhunderts zum Zentrum der Goldschläger entwickelte, wurden die anderen Blattmetalle hauptsächlich in Fürth hergestellt. Olga Hirsch berichtete 1958 in einem Vortrag:

„Ich ließ im Dörner-Institut in München spektralanalytische Untersuchungen machen bezüglich Farben und Metall, mit dem Ergebnis, daß der Prägedruck kein echtes Gold, sondern eine stark kupferhaltige Legierung sei, eine Legierung aus Kupfer, Silber, Zinn, Zink und Blei, wie man sie auch heute bei Metallgold findet.“

Bei dieser Gelegenheit machte die Sammlerin auch Angaben zu den Farbmitteln, mit denen die Papierbogen vor dem Prägedruck flächig gefärbt oder mittels Schablonentechnik in einem oder Farbton oder in mehreren Farbtönen patroniert wurden:

„Für beides nahm man leuchtende, lichtbeständige Farben, wie Indigo, Kobalt, Ultramarin, Karminrot, helles und dunkles Violett, aus den erstgenannten Farben gemischt, alle Arten von Grün, Orange aus Massicot-Mennige hergestellt, Chrom- und Ockergelb und auch Pflanzenlacke.“

Als Leiter des Deutschen Tapetenmuseums griff Ernst Wolfgang Mick die Analysen des Dörner-Instituts auf und stellte daraus abgeleitet klar, wie in seiner Publikation Altes Buntpapier über das Schlagmetall gesprochen wird.

„Um Surrogate für Echtgold, um Vortäuschung also, handelt es sich, wenn in den folgenden Abbildungs-Texten von „eingetieftem Gold“ die Rede sein wird. Das Adjektiv „eingetieft“ war bisher als terminus technicus so nicht gebräuchlich. Es soll indessen behilflich sein, zu erkennen, ob auf einem Blatt die Motive selbst oder im Gegenteil ihre umgebende Fläche als der erhabene Teil des Reliefs tastbar sind. Selbst ein sehr gutes Foto läßt nicht deutlich werden, ob Blumen, Figuren und Ornamente, oder ob umgekehrt ihr Fond, die Zwischenräume eingetieft wurden.
Die Prozedur beim Brokatpapier war folgende: Aus einer dicken Kupfer- oder Messingplatte im Bogenformat des Papiers meißelt man das Muster als umgekehrtes Relief heraus. Was später hoch stehen soll, wird hier in die Tiefe getrieben. Die auf ihren Buckeln erhitzte Platte prägt dann unter der Presse (erst Walzen-, dann Buchdrucker-Presse) ein hauchdünnes Blatt-„Gold“ tief in das durch Anfeuchten weich gemachte Papier, während die Auflage an flachen Stellen nicht zu haften vermochte und sich leicht wieder abbürsten läßt.
Alles Gold auf Brokatpapieren glänzt somit nur aus der Tiefe. Aus den Mulden und Furchen schimmert es auf, während um sie herum und dazwischen jeweils der leere Papiergrund ein wenig gequollen hochsteigen konnte, entweder weiß belassen oder, was viel häufiger war, vor dem Prägen bereits mit Farbe behandelt.“

Während Mick seine Beschreibungen vom Erscheinungsbild der jeweiligen Papiere ableitete, benannte das 2009 erschienene Referenzwerk Buntpapier – ein Bestimmungsbuch die Kriterien „Plattenschnitt (positiv, negativ)“ und „Farbigkeit der Metallauflage (gold, silber)“. Matthias Hageböck geht von den nicht erhaltenen Prägeplatten aus und erläutert die Unterscheidung zwischen positivem bzw. negativem Plattenschnitt:

„Beim Positivschnitt wurde der Hintergrund des Motivs aus dem Metall herausgearbeitet, wodurch das Motiv selbst erhaben auf der Platte stand. Auf diese Weise erschien es nach dem Prägedruck auf dem Trägerpapier in Gold oder Silber und der Hintergrund in Papierfarbe […]. Beim Negativschnitt wurde dagegen das Motiv aus der Platte herausgearbeitet, wodurch der Hintergrund erhaben auf der Platte stehen blieb. Das Motiv erschien so nach dein Prägedruck in der Papierfarbe und der Hintergrund in Gold oder Silber […].“

Haemmerle hatte bei seinen Papierbeschreibungen Bezeichnungen wie „geprägter Goldgrund“, „geprägter, gepunzter Goldgrund“ bzw. „im Wechsel goldgeprägter Grund und goldgeprägte Ornamentstücke“ oder „Goldprägung“ verwendet.
Der Farbauftrag konnte einfarbig oder mehrfarbig erfolgen. Hier stellt Mick bei monochromer Grundierung eine Beziehung zu dem kunstwissenschaftlichen Begriff der Imprimitur her:

„Geschah dies mit einer Farbe allein, so war man bestrebt, die Monotonie einer sonst dicht abdeckenden Schicht aufzulockern, indem nasse Farbe mit Schwung gestrichen und streifig belassen wurde, denn der weiße Papierton sollte noch freundlich durchschimmern. Der Fachausdruck hierfür lautet „Imprimitur“ und ist uns z. B. von der Grundierung kleiner Ölskizzen des Malers Peter Paul Rubens vertraut.“

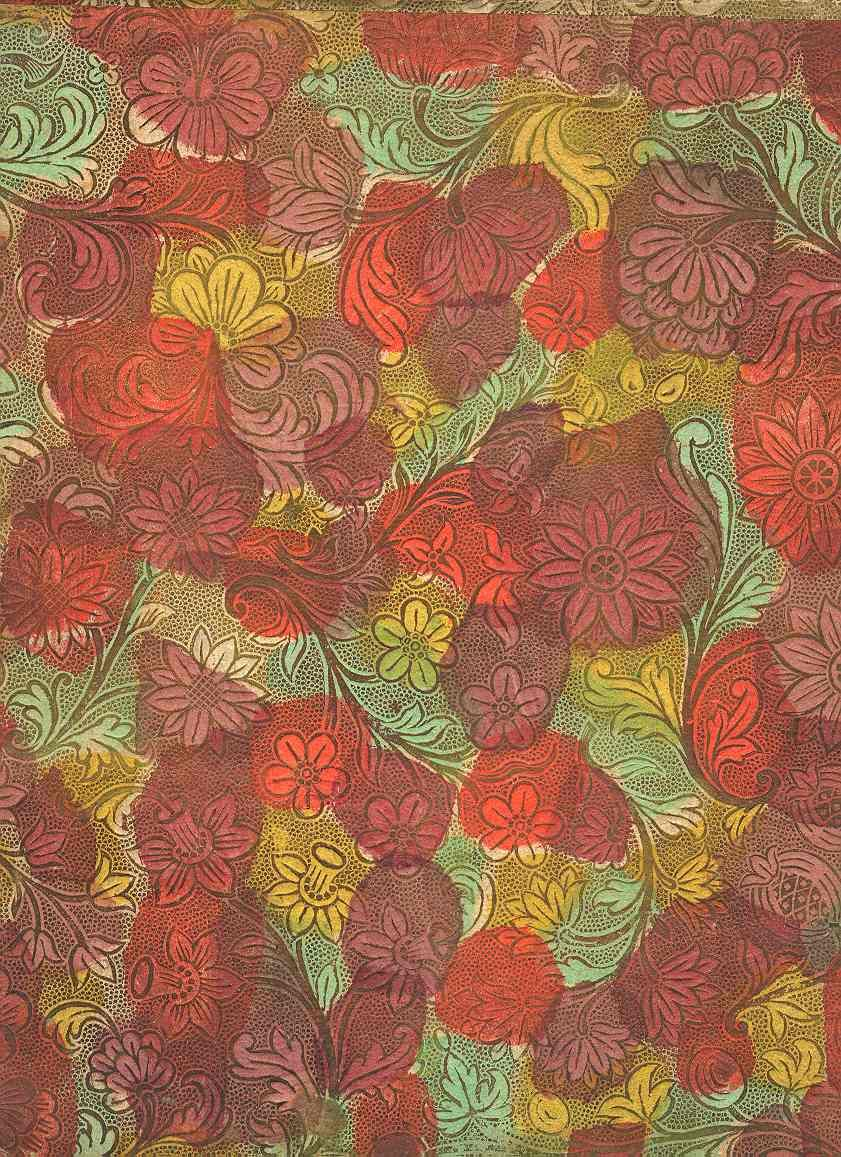
Ode ‘on the auspicious Arrival and Nuptials of Her present most gracious Majesty Queen Charlotte, by John Lockman. Set to music by Mr. Bach’ -Music manuscript- - Upper cover (RM22a17)

Laut Haemmerle beschränkte sich „die Palette der patronierten Papiere allerorten […] auf Gelb, Orange, Karminrot, Blauviolett und Grün“. Hinsichtlich der beim Patronieren eingesetzten Schablonen machte Henk Porck bei dem Vergleich von historischen Bucheinbänden mit Brokatpapierexemplaren der Papierhistorischen Sammlungen der Königlichen Bibliothek der Niederlande die Beobachtung, dass man die Schablonenmuster gleichsam als Fingerabdruck der einzelnen Brokatpapiermacher betrachten kann. Diese Methode war bereits 1998 vorgestellt worden, hat seitdem aber kaum praktische Nachfolger gefunden.
Schließlich sind schablonierte Papiere mit partiell gold- oder silberfarbener Reliefierung zu nennen, die nach der Prägung zusätzlich einzeln von Hand koloriert wurden; sie werden als „Drap d'or“ bzw. als „Drap d'argent“ bezeichnet. Sie finden sich 1718 als teuerste Buntpapiersorten in einer Preisliste („Verzeichnuß derjenigen papiere welche allhier in Augspurg bey mir Georg Christoph Stoy im civilem preiß zu haben sind.)“, die der Leipziger Buchbinder David Liscovius einem Gesuch um ein Gewerbeprivileg beilegte.

### Hersteller und Verleger
„Der früheste nachweisbare Verleger […] von Brokatpapieren ist der Briefmaler, Patronist und ‚Türkisch Papiermacher‘ Abraham Mieser […]. Seine Brokatpapiere waren zum Teil von hervorragender Qualität und wurden bereits in den Jahren vor 1700 gehandelt.“ Viele Druckplatten waren am Rand mit einer Firmierung versehen, so dass sich die entsprechenden Hersteller bzw. Verleger ermitteln lassen. Für den Ursprungsort Augsburg veröffentlichte August Haemmerle kurz vor Ausbruch des Zweiten Weltkriegs ein entsprechendes Personenverzeichnis. Ein Verzeichnis der Verleger (und Stecher) von Brokatpapieren legte er 1961 vor, wobei »ausschließlich solche Persönlichkeiten, von denen sich signierte Blätter nachweisen ließen«, Berücksichtigung fanden. In Kenntnis dieser beiden sich nur teilweise überschneidenden Personenkreise kommentierte er deshalb eine häufig zitierte und abgebildete Musterkarte von G. Ch. Stoy so:

„Es wäre undenkbar, daß Stoy diese Papiere etwa selbst gefertigt haben könnte. Die Hersteller waren vielmehr die zahlreichen, archivalisch nachweisbaren Buntpapierer Augsburgs, die nicht mit Werken belegbar sind, die vielmehr als Anlieferer, als Lohnarbeiter für Stoy gegen bescheidenes Entgelt, zum Teil wohl nebenberuflich, tätig waren. Es mag ein Verhältnis gewesen sein, wie es in wirtschaftlich bedeutenderem Ausmaße in der Weberei zwischen den Lohnwebern und den Tuchhändlern bestand.“

Haemmerle verwies auf das Ständewesen der damaligen Zeit. Das Verfertigen von Buntpapieren war ein freier, zunftunabhängiger Beruf, Hindernisse traten jedoch bei der Vermarktung der Erzeugnisse auf.

„Der Detailhandel war den Kramern, der Großhandel und Export den Kaufleuten vorbehalten. Daraus erhellt, daß der Buntpapierer als Erzeuger zwar den handwerklichen Verbraucher, den Buchbinder sowie natürlich den Papierhändler, den Kramer und den Grossisten, den Kaufherrn, mit seiner Ware beliefern, aber kein offenes Ladengeschäft betreiben durfte, sofern er nicht etwa persönlich handelsfähig war, d. h. die Kramergerechtigkeit besaß.“

An eine weitere, den Kunsthistoriker schmerzlich herausfordernde Grenze stieß Haemmerle, wenn er an den Anfang des Gestaltungsprozesses gelangen wollte:

„Ein bisher ungelöstes, wohl auch kaum lösbares Problem ist die Feststellung der Künstler der Brokatpapiere, der Hersteller der Entwürfe wie der Platten. Wir wissen nur mit einiger Sicherheit, daß sie zumeist nicht mit den Verlegern derselben identisch sind. Aus zwei Signaturen – einer des römischen Goldschmieds Luigi Valadier, einer anderen des Nürnberger Gürtlers Spitzbart – läßt sich unschwer ableiten, in welchen Kreisen die Hersteller der Kupferplatten zu suchen sind: unter den Graveuren, den Gürtlern, den Eisenschneidern und Silberstechern.“

### Gestaltungselemente, Sujets der Darstellung
Die Gestaltungselemente sind sehr vielfältig und reichen von Arabesken, Bilderbogen (Handwerker, Tiere, Heilige), Blütenornamenten, Streublumenmustern bis zu Schriftblättern.

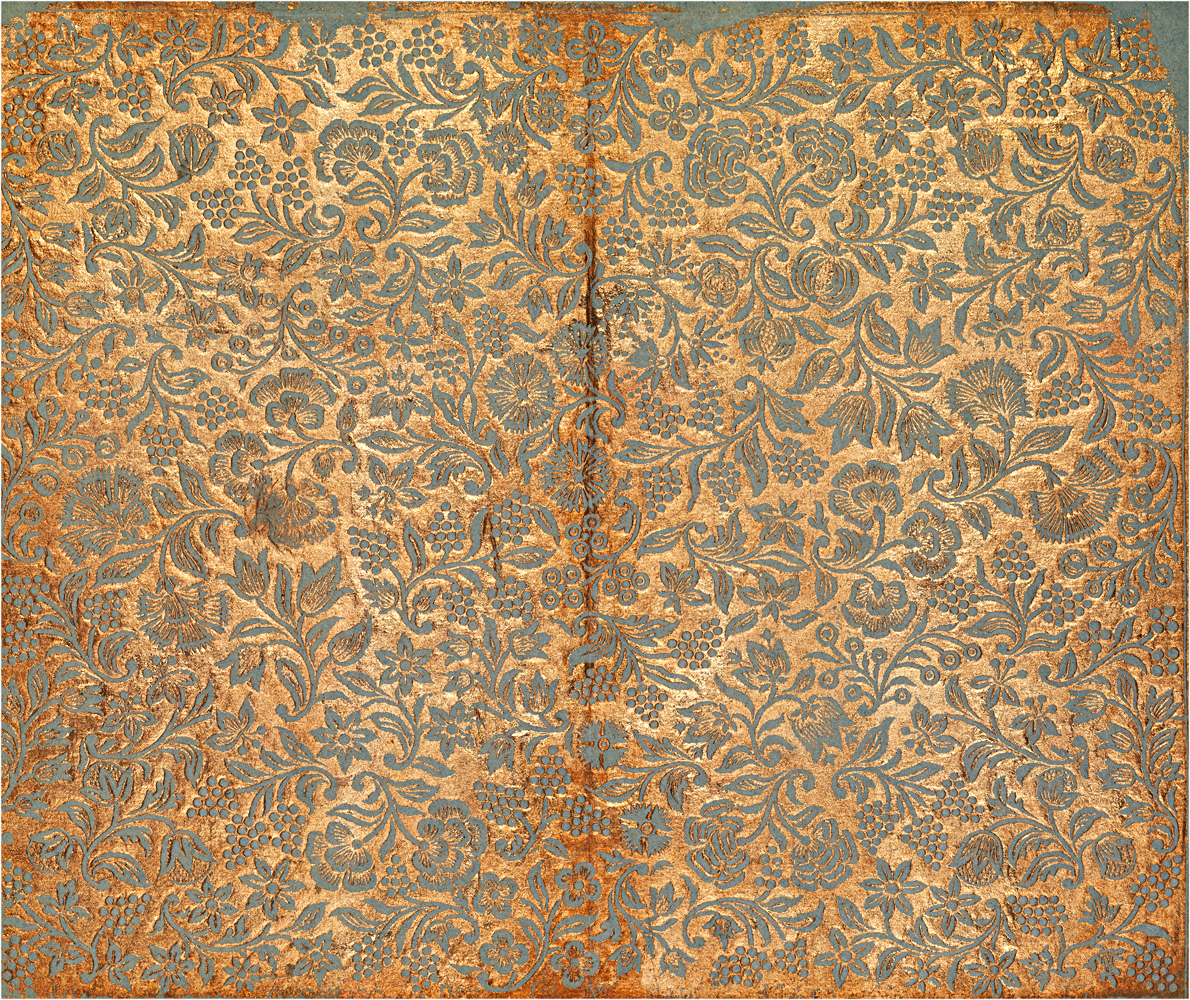
Brokatpapier mit negativem Goldrelief. Johann Wilhelm Meyer, Augsburg, ca. 1760.
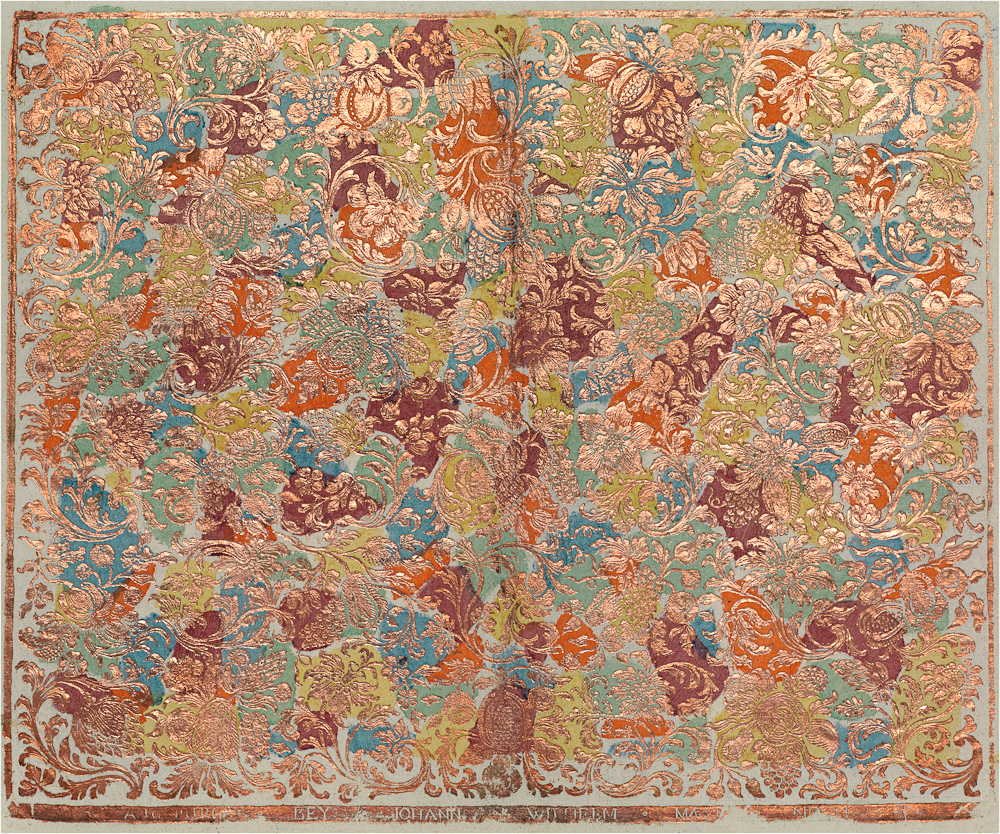
Florales Streumuster auf patroniertem Grund, Johann Wilhelm Meyer, Augsburg, ca. 1760
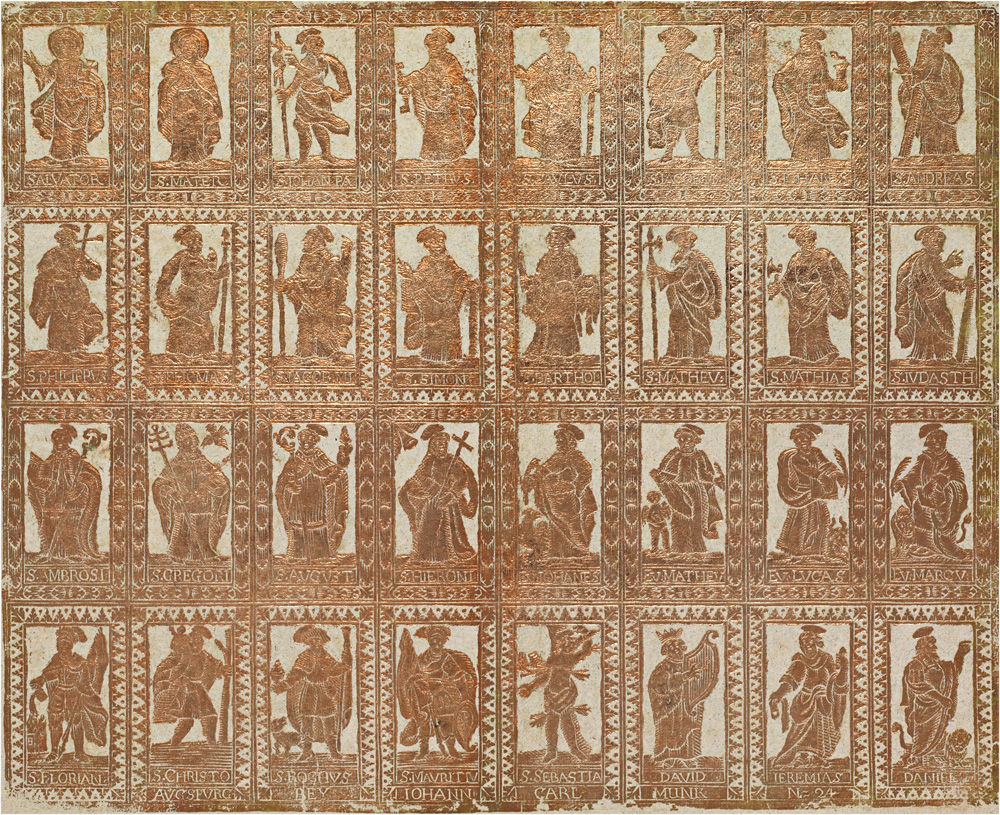
Heiligenbilder, Johann Carl Munck, Augsburg, ca. 1770
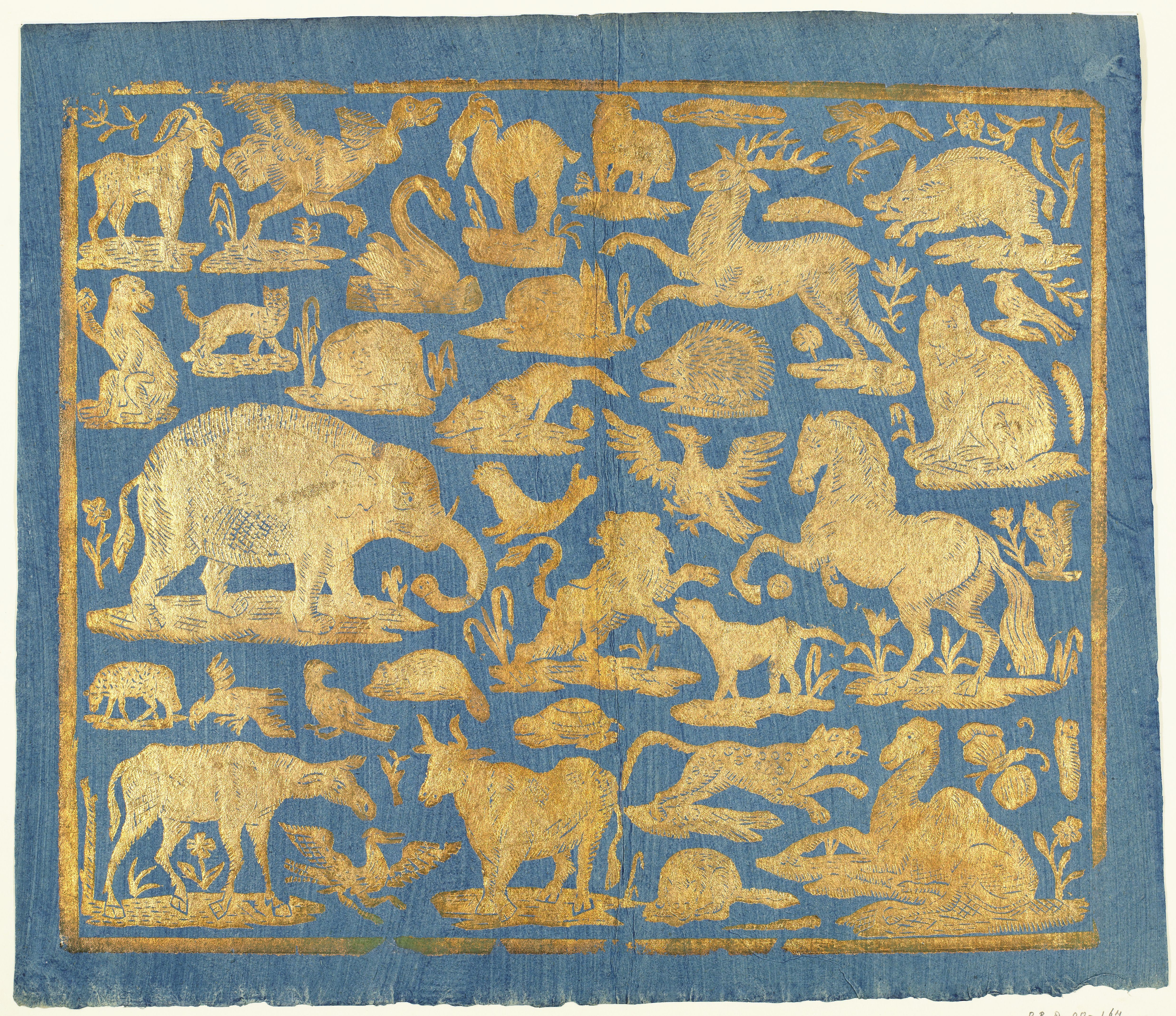
Bilderbogen mit Tieren (ca. 1750–1800), Prägedruck mit Gold
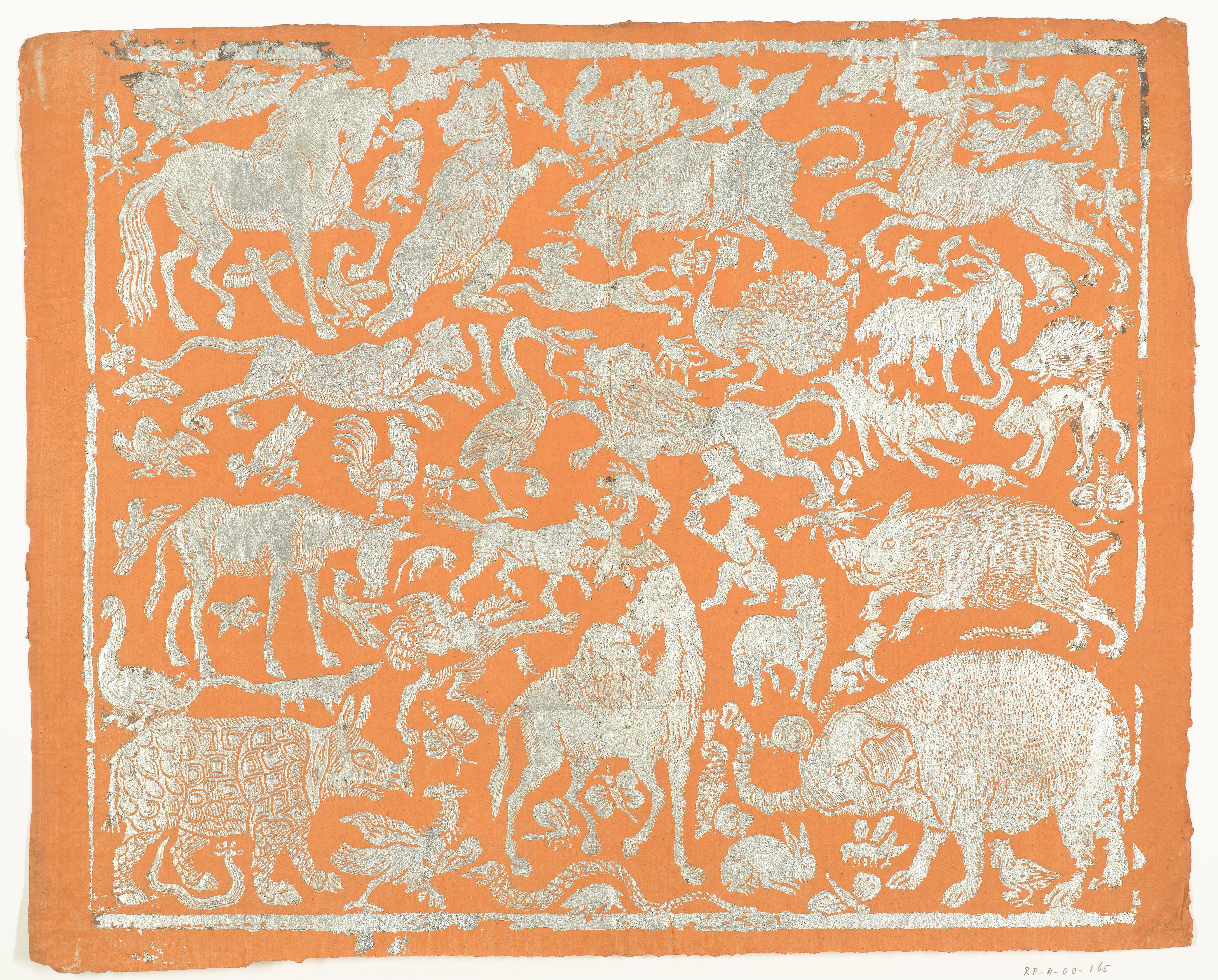
Bilderbogen mit Tieren, Prägedruck mit Silber
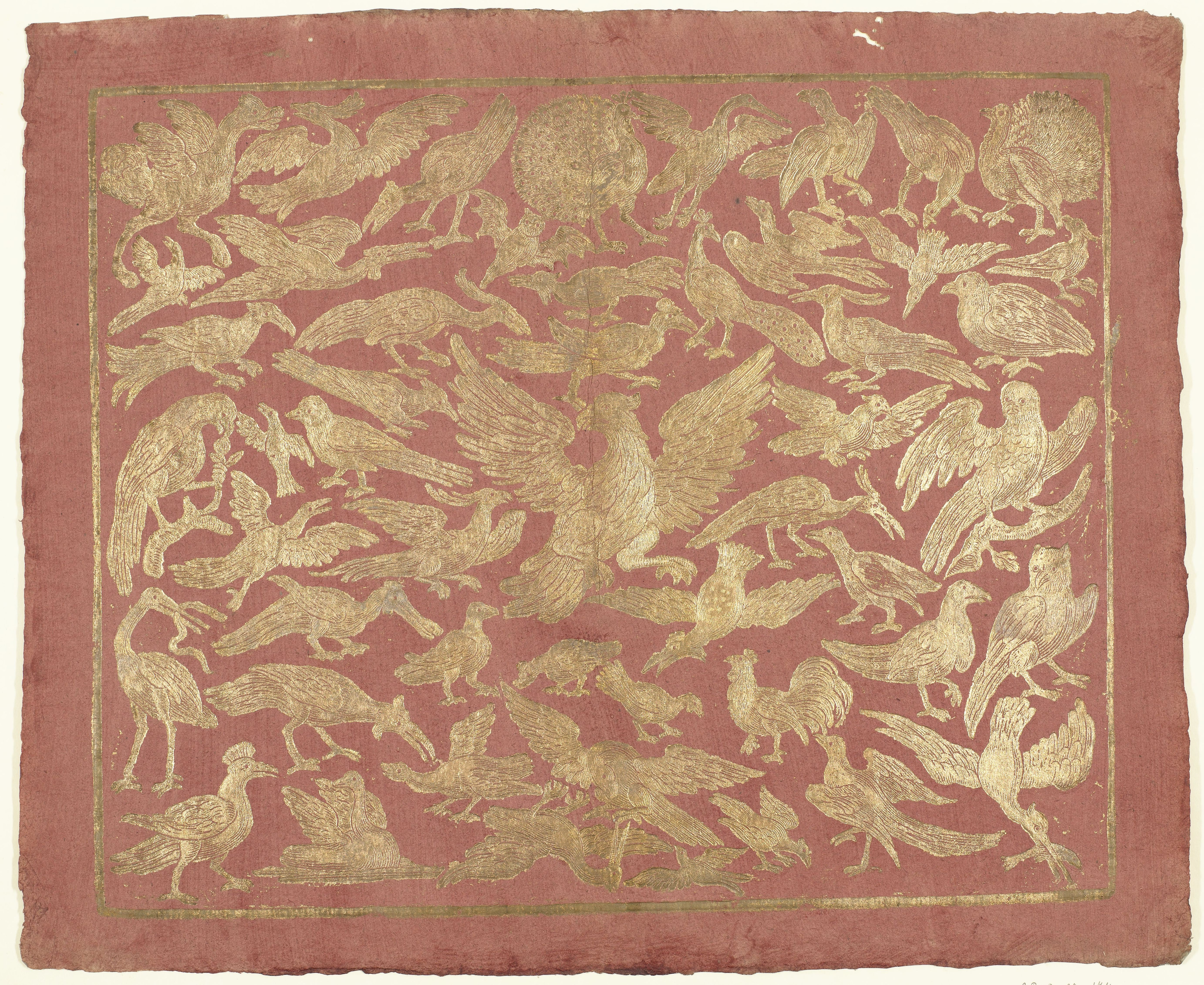
Bilderbogen mit Vögeln (ca. 1750–1800), Prägedruck mit Gold

Die Muster der Brokatpapiere lassen sich laut Haemmerle in 8 Grundtypen fassen (hier der Deutlichkeit halber in Listenform zitiert):

„
1. Kleine Zierstücke, Sterne, Karos, Palmetten und dergleichen
2. Fliesenartige Felder
3. Arabesken, allein oder durchsetzt mit Tieren, Figuren, Wappen und ähnlichem
4. Ranken von verschiedener Größe und Dichte, einzelstehend oder verschlungen
5. Akanthusmotive
6. Bandelwerkkompositionen, einschließlich Panneaux
7. Figürliche Kompositionen, einschließlich Chinoiserien
8. Bilderbogenartige Blätter, religiös und profan.“

Raphael Rosenberg beschreibt am Beispiel eines Augsburger Brokatpapiers das Zusammenspiel zweier Gestaltungsebenen:

„Zwei Schichten liegen hier in gezielter Dissoziierung übereinander: ein in Reliefdruck hergestelltes Blumenmuster mit golden glänzendem Metall in den Vertiefungen und ein Teppich farbiger Flecken in Orange, Purpur, Violett, Türkis und Grün. Die Flecken scheinen wie wild auf das Blatt hingeworfen. Tatsächlich sind sie aber durch vorgeschnittene Schablonen aufgetragen.“

Sehr kritisch setzte sich Albert Haemmerle mit einigen Formen der Gestaltung in der Spätphase der Brokatpapiere auseinander:

„Eine Unart war auch das schematische Patronieren des Grundes in Streifen, Rauten oder dergleichen, ohne Rücksicht auf das Dessin der Platte. Nur wenige, besonders kleingemusterte Dessins waren dafür geeignet. Wir finden diese Verwilderung vor allem in Italien verbreitet, dann bei den späteren Brokatpapieren aus den letzten Jahrzehnten des 18. Jhdts. sowie im 19. Jhdt., als der Geschmack verrohte und das Brokatpapier, geschaffen als ein nobles Festgewand, zur l’art populaire und zum Bilderbogen herabsank.“

### Brokatpapier-Imitationen
Spätestens in der Endphase der in Prägetechnik hergestellten Brokatpapiere ist in der Mitte der 1830er Jahre (das Motiv der 1835 eingeweihten ersten deutschen Eisenbahnlinie zwischen Nürnberg und Fürth gibt Datierungshilfe) der Qualitätsverfall unübersehbar. Doch bereits in der Mitte des 18. Jahrhunderts wurden solche per Holzmodeldruck fabrizierte Ware unter die Leute gebracht. Nicht immer wird bei musealen Beschreibungen oder bei Angeboten im Antiquariatshandel deutlich, was Haemmerle mit der „Primitivität des Stümperhaften“ meinte, als er 1970 folgende Klarstellung veröffentlichte:

„Es war stets klar, daß manche dieser Blätter nicht von Kupferplatten, sondern von Holzmodeln gedruckt sein mußten – man sollte sie besser Brokatpapier-Imitation nennen – doch fehlte der letzte schlüssige Beweis dafür. Nun fanden sich zwei solcher Holzmodel zu Bilderbogen mit Vögeln und anderen Tieren in der Holzmodelsammlung des bayrischen Nationalmuseums in München. Auch der Abdruck eines dieser Model in Blattmetall ist erhalten.“

Manches Blatt, das in Haemmerles Liste noch als Brokatpapier bezeichnet wurde, wird inzwischen im Antiquariatshandel als Bronzefirnispapier bezeichnet. Solche Papiere weisen aber nicht die für die Bronzefirnispapiere aus dem frühen 18. Jahrhundert typische Glättung auf.

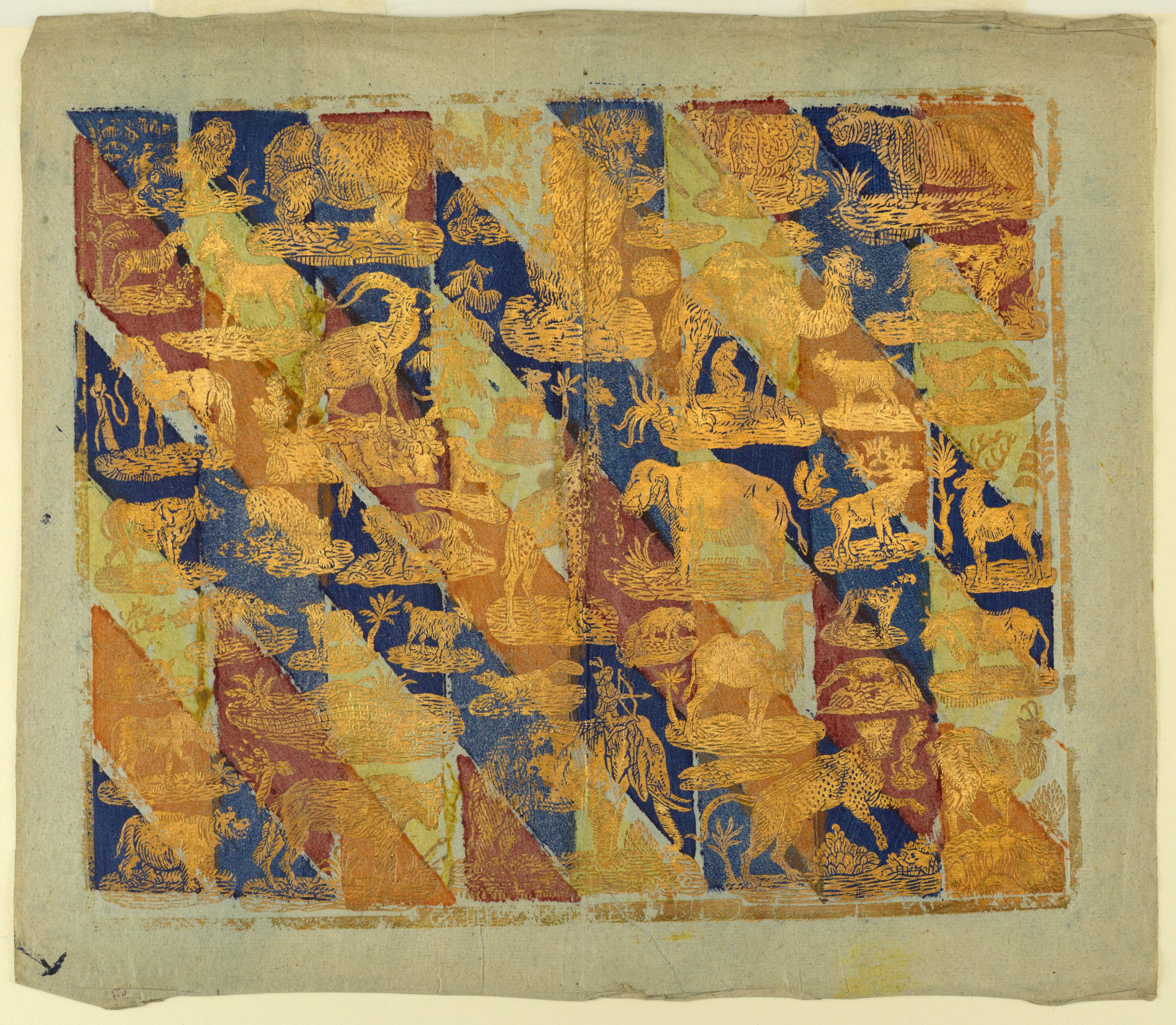
Holzmodeldruck, Exotische Tiere, 1750–65
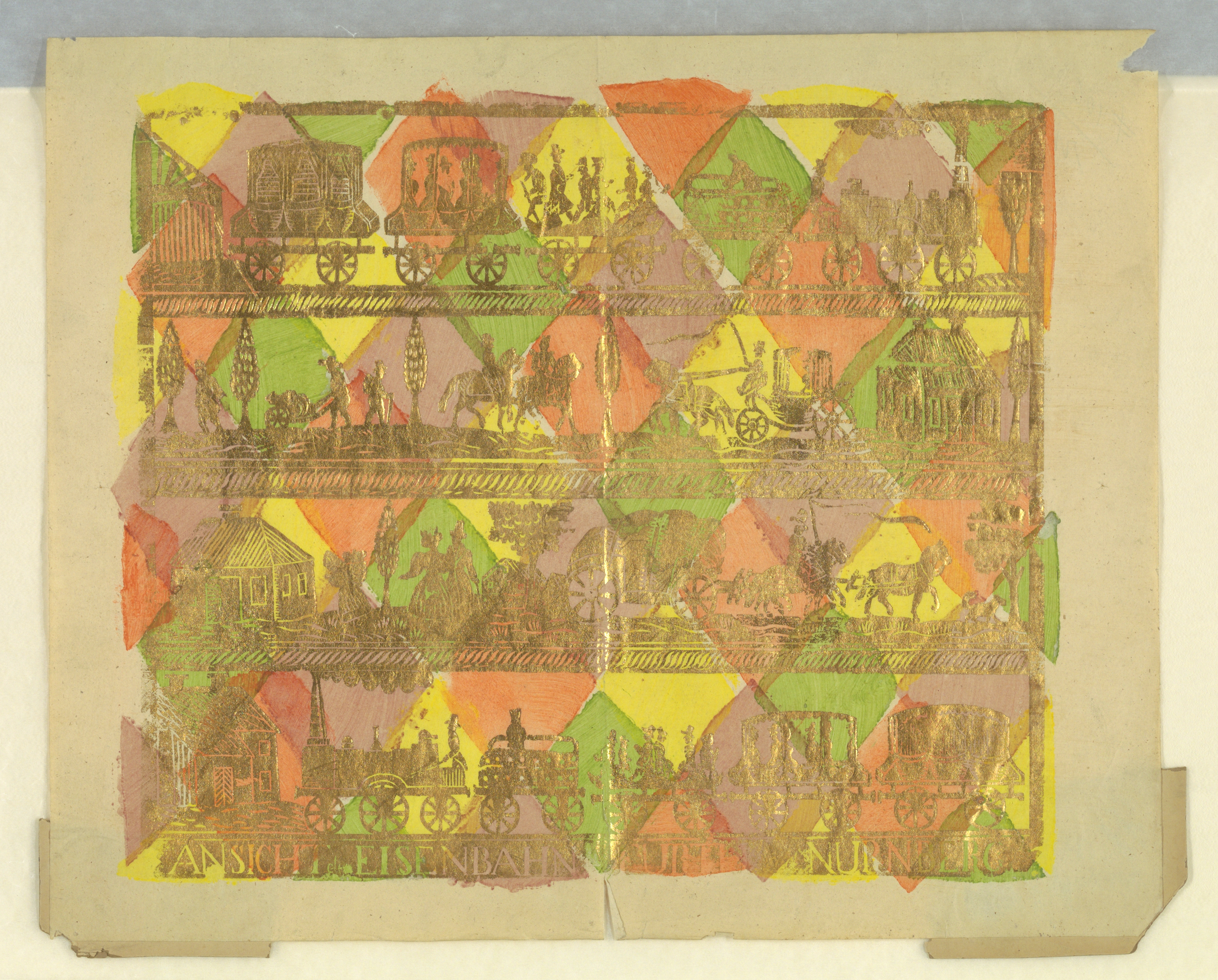
Ansicht der Eisenbahn von Fürth nach Nürnberg

### Verwendungszwecke
„Man verwendete sie gern als Umschläge für Diplome, Dissertationen, Leichenpredigten, Einladungen und ähnliches. Man beklebte damit einfache Schachteln, Dosen und Kästchen, und auch als Vorsatzpapier in Büchern kommen sie vor.“

„Mit der Entscheidung für das Bezugsmaterial der Deckel und des Rückens wird die Wertigkeit und Haltbarkeit bestimmt.
Einfache Bezugsmaterialien sind verschiedene Buntpapiere, wie Kleister-, Marmor-, Modeldruck-, Bronzefrnispapiere. Brokatpapiere galten als wertiger und verliehen dem Einband trotz im Vergleich zu Leder und Pergament niedrigeren Kosten ein repräsentatives Aussehen.“

Eine Untersuchung der Buchbestände des 18. Jahrhunderts im Buchmuseum der Russischen Staatsbibliothek in Moskau zeigt, dass unter anderem die Druckerei der Russischen Akademie der Wissenschaften zu Sankt Petersburg Brokatpapier als Umschlag für Kalender nutzte.

## Brokatpapier im Industriezeitalter
Ein halbes Jahrhundert später fand sich im führenden Konversationslexikon der Zeit nichts mehr von jener gravierten Metallplatte, die dem Buntpapier im Prägedruck jenes charakteristische Relief verliehen hatte.

„Brokatpapier (fr. papier broché, engl. brocaded paper), eine Art Buntpapier, welches hergestellt wird, indem man ein farbig grundiertes Papier einem Muster entsprechend mit Eiweiß, Gummi oder Dextrin bedruckt (mittels Schablone bemalt) und das Dessin sodann mit Gold-, resp. Silberpulver einstäubt oder mit Blattgold , resp. Blattsilber belegt, nach dem Trocknen das überschüssige Gold oder Silber wegwischt, und um den Figuren höhern Glanz zu geben, das Papier satiniert.“

Seit der Mitte des 19. Jahrhunderts konnten bei der Herstellung von Bronzefarben aus dem „Abfall der Metalle und Metalllegirungen beim Metallgoldschlagen, die sogenannte Schawine oder der Schabig“, wesentliche Fortschritte erzielt werden. „Der Hauptaufschwung dieser Industrie fällt mit den günstigen Conjuncturen der Tapeten- und Bordürenfabrikation zusammen.“
Carl Hofmann machte auf die Verwendung derartiger Erzeugnisse in der Papier-Zeitung mit folgenden Worten aufmerksam:

„Goldbrokat-Vorsatzpapiere der Actiengesellschaft für Buntpapier- und Leimfabrikation zu Aschaffenburg liegen uns in einem netten Musterbuch vor. Bei'm Durchblättern des Heftchens wird man fast geblendet von der goldschimmernden Pracht der in Bronze und Farben gedruckten Muster, deren Beschreibung ebenso unmöglich ist, wie die der Erscheinungen im Kaleidoscop.“

Bald wurde die Lithographische Anstalt von J. G. Fritzsche in Leipzig zum führenden Anbieter von „Brocat- und Dessinpapieren“.

„Fritzsches Brokatpapiere eroberten sich im Fluge die Gunst der Buchbinder und des Bücher konsumierenden Publikums; der Buntpapierfabrikation war ein neues Feld eröffnet, auf dem heute tüchtig gearbeitet wird, freilich ohne daß das Vorbild bis jetzt erreicht wurde.“

Fritzsche bot seine Brokatpapiere in unterschiedlichen Mustergrößen an, damit sie als Vorsatz für unterschiedliche Buchformate verwendet werden konnten: „1) Vorsatz für Miniatur- und klein Oktavausgabe. 2) Für groß Oktav bis klein Quart.3) Für groß Quart bis Folio.“

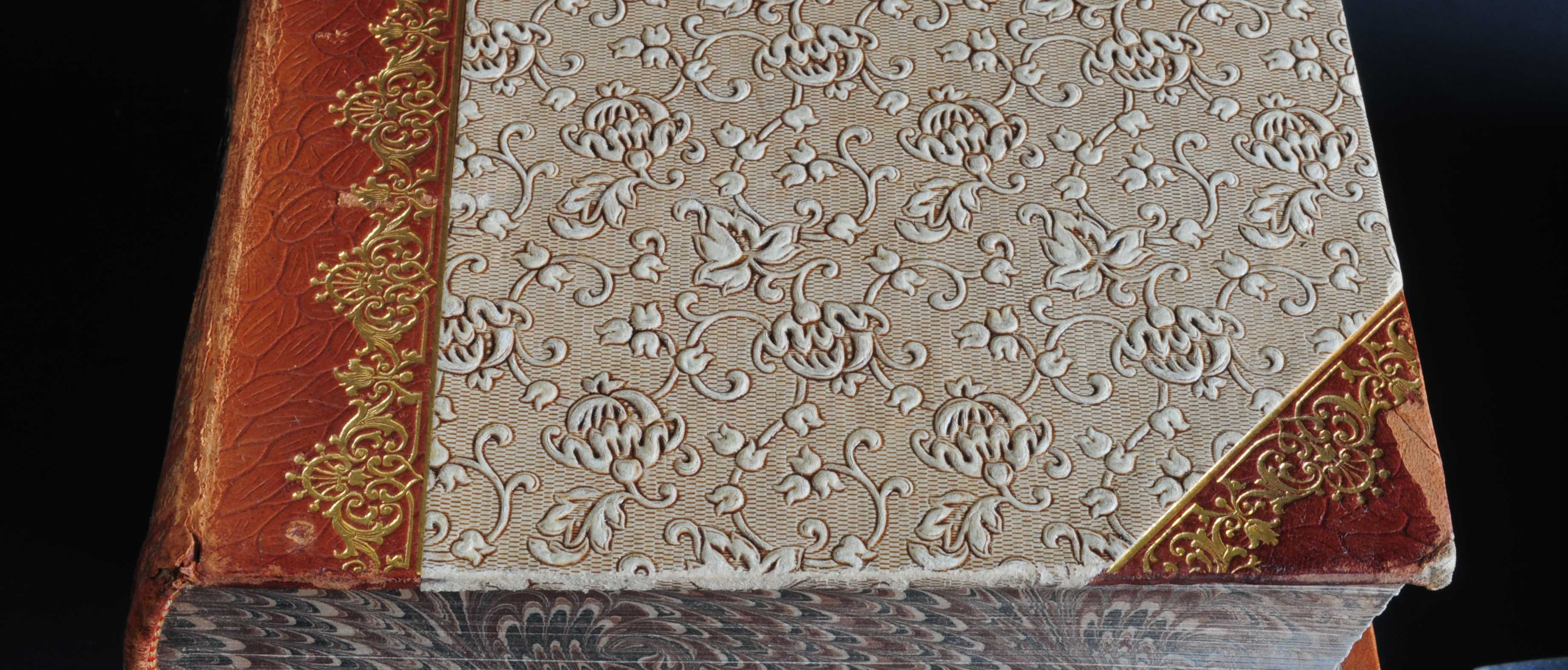
Meyers Konversations-Lexikon, 5. Auflage, Band 9 (1896), Brokatpapier und Goldprägung
Musterbuch Dessin- & Brokatpapiere in Gold der Firma Theodor E. Kretzschmar Buntpapierfabrik, Dresden (1901)

## Brokatpapier im Zeitalter der Sammler
Seit dem ausgehenden 19. Jahrhundert erregten die klassischen Brokatpapiere der Manufakturzeit das Interesse von privaten Sammlern wie Franz Bartsch oder Ernst Seegers und fanden Eingang in die staatliche Sammlung der von Peter Jessen betreuten Bestände der Staatlichen Kunstbibliothek in Berlin. In der Zwischenkriegszeit erlangten sie das Interesse von Sammlerinnen wie Olga Hirsch in Deutschland und Rosamond B. Loring in den USA sowie dem Schweizer Emil Kretz und dem Augsburger Kunsthistoriker Albert Haemmerle.

### Verzeichnisse
Ein erstes, nicht zuletzt für den Grafik- und Antiquariatsbuchhandel bedeutsames Verzeichnis wurde von Albert Haemmerle 1961 aus Anlass des 150-jährigen Bestehens der von Alois Dessauer gegründeten Buntpapierfabrik Aschaffenburg vorgelegt. Dieses Verzeichnis wurde in der 2. Auflage, die 1977 nach Haemmerles Tod mit einem Vorwort des Münchner Antiquars Karl Hartung erschien, wesentlich erweitert und durch Angaben von Hans Rammler ergänzt. Hierzu veröffentlichten J. F. Heijbroek und T. C. Greven 1994 ein Supplement.

„Der größte Teil der erhaltenen Bronzefirnis- und Brokatpapiere befindet sich dagegen weiterhin unerkannt in Archiv- und Bibliotheksbeständen. Das Forschungspotential ist also gewaltig, zumal die Buntpapiere hier in ihrem ursprünglichen Zusammenhang am Buch erhalten sind, während sie in Papiersammlungen oft abgelöst als Einzelblätter aufbewahrt werden.“

Dieser Anregung sind inzwischen verschiedene Einrichtungen gefolgt. Ingeborg Bähr untersuchte Bibliotheksbestände des Kunsthistorischen Instituts in Florenz. Ilse Mühlbacher befasste sich mit Beständen der Österreichischen Nationalbibliothek in Wien. Das Landesarchiv Baden-Württemberg erschloss an seinem Standort Staatsarchiv Wertheim Buntpapiere in seinen Aktenbeständen. Nina Hesselberg-Wang befasste sich mit Brokatpapieren, die für Einbände im Bestand der Norwegischen Nationalbibliothek in Oslo Verwendung fanden. Beim Vergleich mehrerer Papiere arbeitete sie mit dem digitalen bildgebenden Verfahren der Multispektralanalyse und kam zu einem wichtigen Fazit.

„Jeder, der sich mit Brokatpapier und dessen Identifizierung befasst, ist wie ich auf die hilfreichen, aber eben auch nicht immer zuverlässigen Referenzwerke angewiesen. Wünschenswert wäre deshalb meines Erachtens eine Aktualisierung von Haemmerles Brokatpapier-Katalog anhand der Zusammenführung von Erkenntnissen durch Einzeluntersuchungen, die mittlerweile an den verschiedensten Orten entstanden sind. Für die Zusammenarbeit der Experten stellt die heutige,
vernetzte Technik ja beste Bedingungen bereit.“

### Erhaltungszustand
„Leider läßt nur zu oft die Schablonierung die nötige Sorgfalt vermissen und wirkt dann störend. Besonders peinlich erweist sie sich bei Brokatpapieren von schlechter Erhaltung, deren Metallauflage durch Oxydation gelitten hat oder nahezu völlig vernichtet ist. Dann tritt nämlich die Farbe – die nur an den blanken, in der Platte vertieften Stellen sichtbar sein dürfte – als roher Farbfleck aus dem oxydierten Metallgrund heraus. Die einstige Schönheit ist dahin.“

“In its flourishing period, till abt. 1760, brocade paper often was a thing of great charm. Unfortunately, it is a kind of paper which is very sensitive to moisture and acids. Repeated handling and especially the friction caused by taking booklets in brocade paper wrappers in and out of the bookcase, is detrimental to the thin layer of gold metal.”

### Sammlungen
- Berger-Cloonan Collection of Decorated Paper. Cushing Library, Texas A&M University
- Olga Hirsch Collection of Decorated Papers der British Library.[68]
- Rosamond B. Loring collection of decorated papers[69]
- Sammlung Adelheid Schönborn[70]